# 欧洲白榆

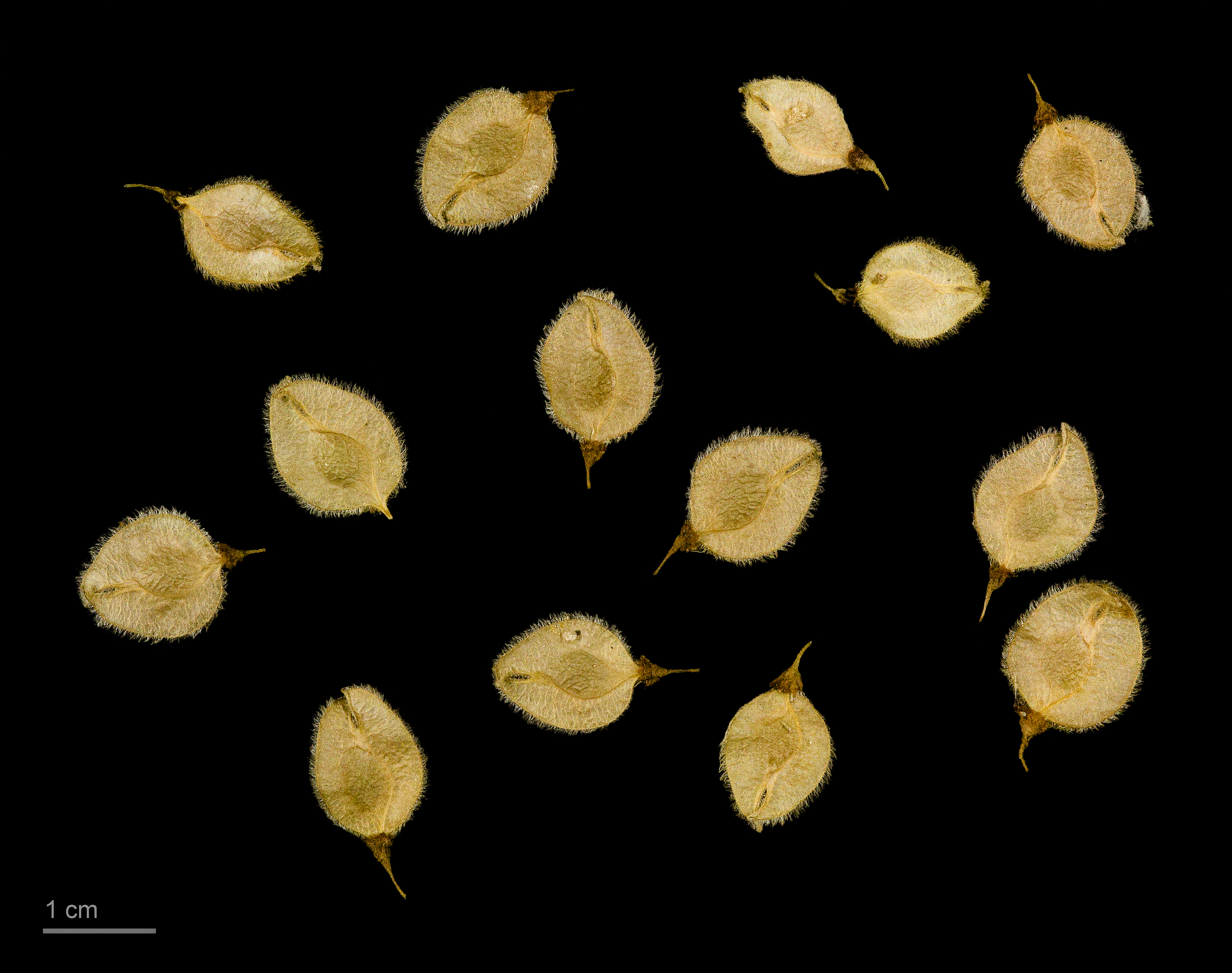
Ulmus laevis

欧洲白榆（学名：Ulmus laevis）是榆科榆属的植物，是原产欧洲的三种榆树之一，在北京、新疆、东北、安徽、江苏、山东等地有栽培。和欧洲野榆、欧洲山榆一样，欧洲白榆也易感荷兰榆树病。

## 别名
大叶榆（新疆）